# Bernardo da Corleone
Bernardo da Corleone, al secolo Filippo Latino (Corleone, 6 febbraio 1605 – Palermo, 12 gennaio 1667), è stato un francescano italiano, venerato come santo dalla Chiesa cattolica.

## Biografia
Quintogenito di dieci figli di Leonardo e di Francesca Xaxa nacque a Corleone. Il padre era calzolaio e pellettiere e la madre una terziaria francescana. Lo stesso Filippo lavorava nella bottega del padre anch’egli come mastro artigiano. Era inoltre un abile spadaccino e svolgeva il compito di “sciurtiere” cioè girava per la città armato per garantire l’ordine pubblico. Nel 1626 Filippo aveva avuto uno scontro con un tale soprannominato Vinuiacitu che rimase ferito a due dita. Successivamente un certo Vito Canino, probabilmente un sicario inviato da Vinuiacitu, si recò a Corleone appositamente per sfidare a duello Filippo, il quale esitò un poco prima di cogliere la provocazione. In questo duello Filippo ebbe la meglio e Vito Canino venne gravemente ferito ad un braccio rimanendo invalido per il resto della sua vita. Dopo questo episodio Filippo si diede alla latitanza fino al 1629 quando si risolse la questione giudiziaria relativa al duello e lui poté ritornare a lavorare in bottega. L’evento del duello segnò profondamente Filippo che si diede ad una vita di penitenza, preghiera ed espiazione. Cominciò a frequentare il convento dei Frati Minori Cappuccini chiedendo anche di entrare nell’ordine. Nel 1631 venne accettato come novizio e per svolgere l’anno di prova venne inviato al convento di Caltanissetta dove il 13 dicembre 1631 ricevette l’abito dell’ordine ed il nuovo nome di fra Bernardo. L’anno successivo, il 13 dicembre 1632 emise la sua professione religiosa e divenne frate a tutti gli effetti. Una volta divenuto frate si spostò in vari conventi della provincia cappuccina sino ad arrivare nel 1652 al convento di Palermo dove resterà fino alla morte.
Iniziato il processo di canonizzazione nel 1673, venne dichiarato beato solo il secolo successivo, nel 1768 da Clemente XIII e infine proclamato santo nel 2001.
Nella liturgia viene ricordato il 12 gennaio.

## Aneddoti
Secondo un aneddoto non attestato da fonti storiche, durante il soggiorno presso il convento di Bivona molti frati furono colpiti da un'epidemia di influenza. Quando anche Bernardo, che in quel momento rivestiva l'ufficio di infermiere, si ammalò riducendosi in fin di vita, staccò dal tabernacolo della chiesa la statuetta di san Francesco e la infilò nella manica del saio, rivolgendosi al santo con le seguenti parole: 
Il giorno successivo, Bernardo tornò in salute e poté riprendere l'assistenza ai confratelli.
Sempre a Bivona, a Bernardo un crocifisso avrebbe parlato dicendogli: "Non cercare tanti libri, ti bastano le mie piaghe per leggere e meditare". Dopo quest'episodio il frate rinunciò al desiderio di imparare a leggere.

## Cronologia

### Dalla nascita a frate cappuccino
- 1605 - 6 febbraio: Filippo Latino nasce a Corleone; lo stesso giorno viene battezzato.
- 1618 - 1º maggio: a Corleone si stabilisce una compagnia di soldati borgognoni.
- 1620 - 7 marzo: muore il padre di Filippo, Leonardo Latino.
- 1621 - 27 ottobre: Corleone acquista dallo Stato il mero e misto impero.
- 1624-1625: peste bubbonica in Sicilia.
- 1626 (estate): duello tra Filippo e Vito Canino.
- 1631 - 13 dicembre: Filippo Latino diventa Fra Bernardo da Corleone, nel convento di Caltanissetta.

### Nella provincia dei Cappuccini di Palermo

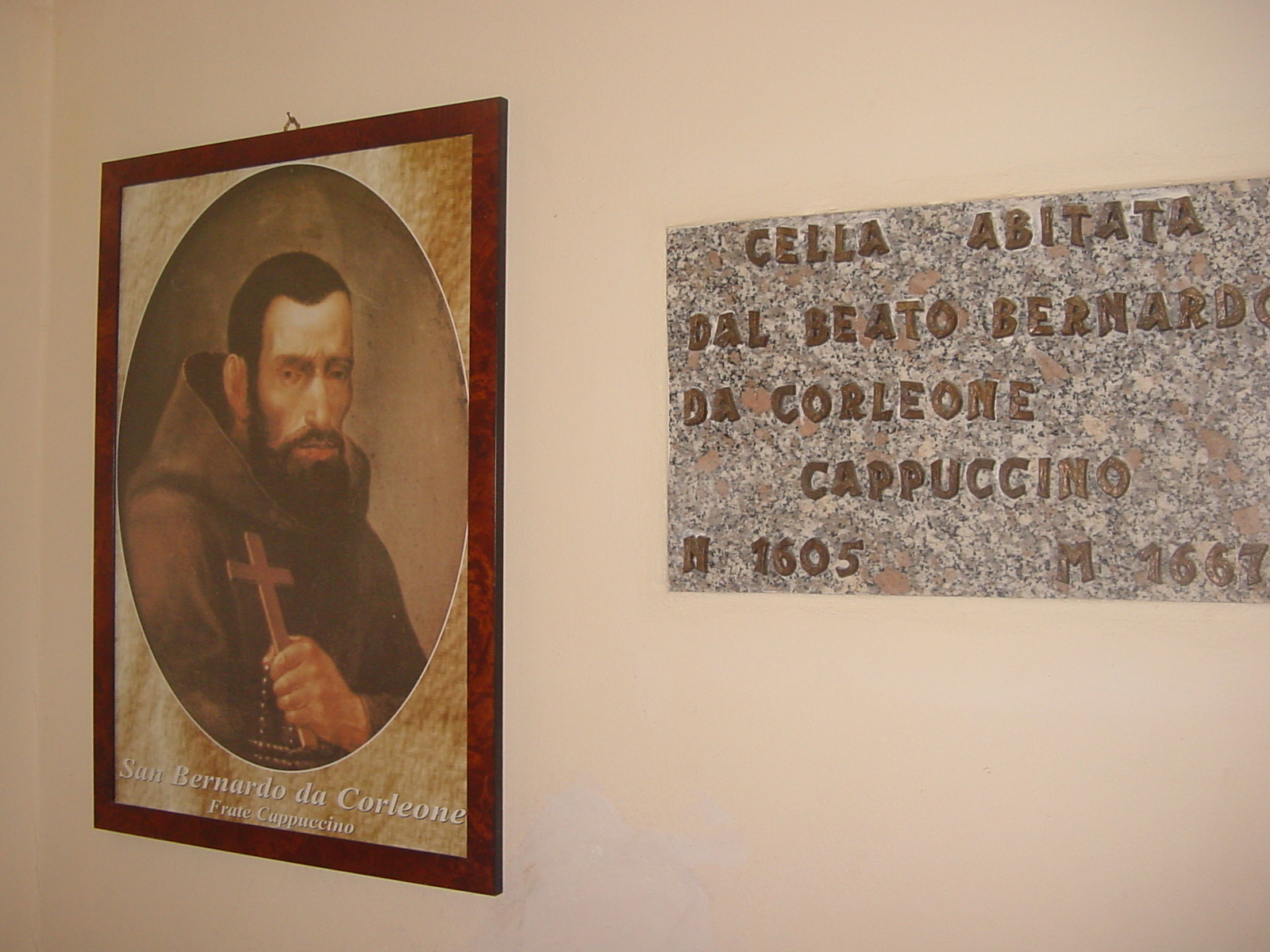
Cella di san Bernardo nel convento di Bivona (AG)

- 1633-1634: Fra Bernardo si trova a Polizzi Generosa
- 1635: si trova nella sua Corleone
- 1636: si trova a Bivona
- 1637: trasferito a Castronovo
- 1638: trasferito a Castelvetrano
- 1639: si trova a Sambuca
- 1640: trasferito a Bisacquino
- 1641: si trova a Ciminna
- 1642: si trova a Chiusa Sclafani
- 1643: trasferito nuovamente a Castronovo
- 1644: si trova ad Agrigento
- 1646: ritorna a Castronovo
- 1647: trasferito a Caltabellotta
- 1648: si trova a Burgio
- 1650: per la seconda volta a Chiusa Sclafani
- 1651: trasferito a Partinico
- 1652-1653: arriva a Palermo, dove rimarrà fino alla morte

### Ultimi anni

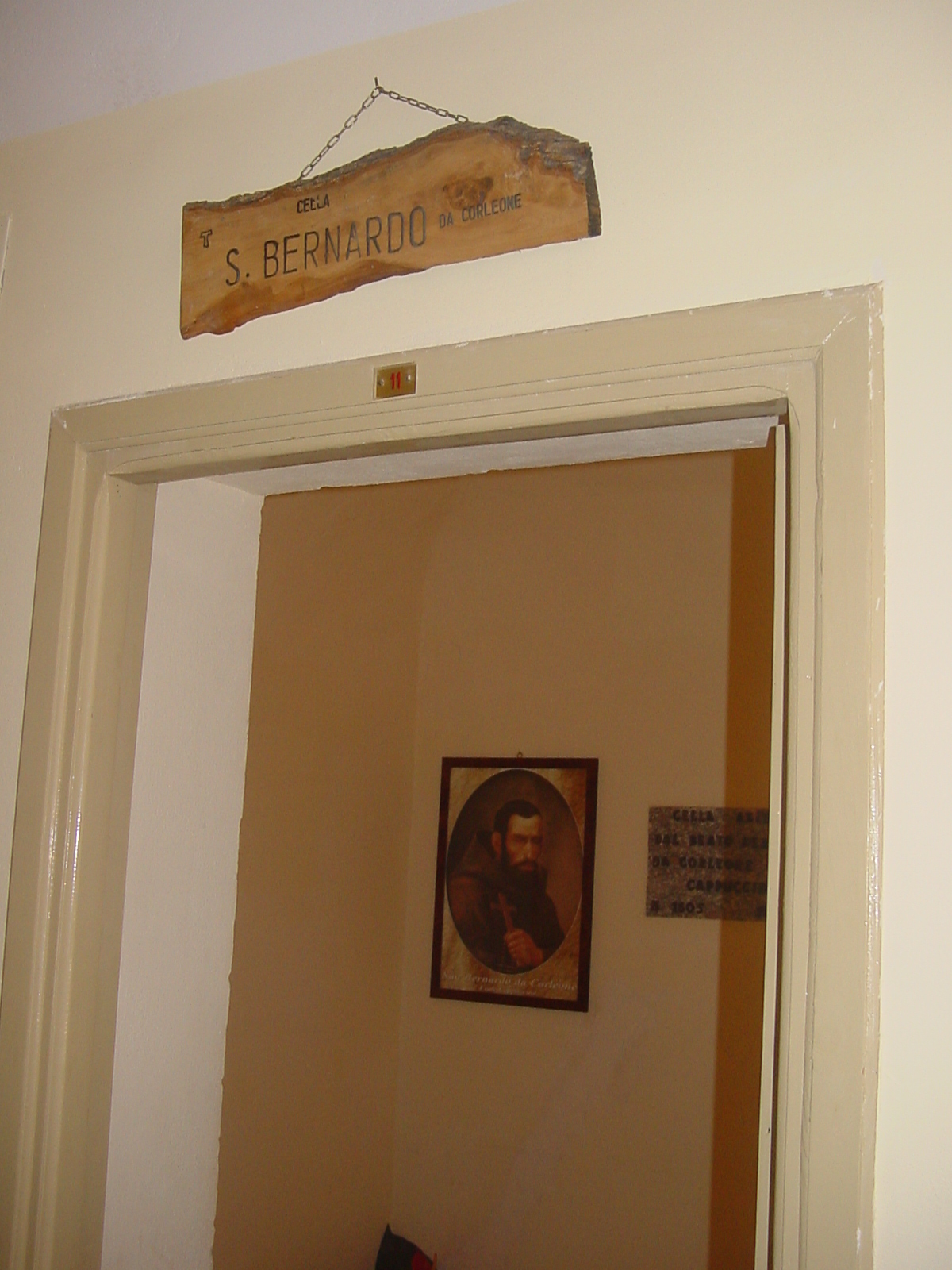
Cella di san Bernardo nel convento di Bivona (AG)

- 1654, 1659, 1663: incontra il suo antico rivale Vito Canino nelle sue brevi rimpatriate a Corleone.
- 1667 - 7 gennaio: trasferito nel Convento-Infermeria di Palermo.
- 1667 - 12 gennaio: Fra Bernardo da Corleone muore a Palermo.

## Culto
- 1681: inizio del processo apostolico per la beatificazione.
- 1689 - 16 dicembre: fine del processo.
- 1690 - 26 giugno: il Parlamento Siciliano vuole patrocinare la causa di beatificazione presso il Papa, tramite re Carlo III.
- 1768 - 29 aprile: Bernardo di Corleone diventa Beato, tramite il Decet Servos Dei di Papa Clemente XIII.
- 1768 - 15 maggio: rito solenne di beatificazione nella basilica di San Pietro.
- 1773 - 11 dicembre: la causa di canonizzazione viene ripresa.
- 2000 - 1º luglio: viene promulgato il decreto relativo alla canonizzazione.
- 2001 - 13 marzo: Giovanni Paolo II iscrive all'Albo dei Santi il Beato Bernardo da Corleone.
- 2001 - 10 giugno: Bernardo di Corleone viene canonizzato.